# Campeonato Mundial de Supersport 300
El Campeonato Mundial de Supersport 300 (abreviado World SSP300), es una competición de carreras de motos en circuitos, basadas en las motocicletas deportivas pequeñas. Las máquinas de la competencia se basan en las motocicletas de producción de 300-400cc (dependiendo del número de cilindros).

## Historia
El Campeonato Mundial de Supersport 300 nace en 2017 como reemplazo de la European Junior Cup categoría que funcionó como semillero de las futuras estrellas de superbike hasta 2016, este nuevo campeonato cuenta con estatus mundialista por parte de la FIM. Al igual que su predecesor, el campeonato corre junto al Campeonato Mundial de Superbikes y al Campeonato Mundial de Supersport pero solo en las rondas europeas.
El objetivo de esta categoría es crear una escalera hacia superbike de una manera accesible y con una igualdad mecánica que permita que todos los pilotos tengan las mismas opciones de ganar. El campeonato comenzó el 2 de abril de 2017 en MotorLand Aragón, en una carrera que contó con 37 pilotos que coronó a Scott Deroue como el primer piloto en ganar una carrera de la categoría. El español Marc García fue el primer campeón mundial de Supersport 300 al superar por un punto al italiano Alfonso Coppola.
El 30 de septiembre de 2018 Ana Carrasco, que había sido un año antes la primera mujer en ganar una carrera de un campeonato mundial organizado por la Federación Internacional de Motociclismo, se convirtió, al hacerse con el título de la temporada, en la primera campeona del mundo de la historia en un mundial de motociclismo.

## Motos
Actuales constructores de motos de supersport 300:
- Yamaha: Yamaha YZF-R3
- Kawasaki: Kawasaki Ninja 300, Kawasaki Ninja 400
- KTM: KTM RC 390 R
- Kove: Kove 321RR

Antiguos constructores de motos de supersport 300:
- Honda: Honda CBR500R

## Sistema de Puntuación
| Posición | 1  | 2  | 3  | 4  | 5  | 6  | 7 | 8 | 9 | 10 | 11 | 12 | 13 | 14 | 15 |
| -------- | -- | -- | -- | -- | -- | -- | - | - | - | -- | -- | -- | -- | -- | -- |
| Puntos   | 25 | 20 | 16 | 13 | 11 | 10 | 9 | 8 | 7 | 6  | 5  | 4  | 3  | 2  | 1  |

- Para el Campeonato de fabricantes, solo la motocicleta que acaba más alto de un fabricante particular se le conceden los puntos por esa posición, como en MotoGP y en la mayoría de los campeonatos de motocicletas.